# François Ivernel
François Ivernel est un producteur de cinéma français né le 6 juillet 1958 à Orléans. Il a produit la série Ovni(s) et le film Noureev.

## Biographie
Diplômé de HEC, François Ivernel rejoint le groupe Chargeurs en 1986, qui rachète Pathé en 1990. Jérôme Seydoux lui confie la direction de Pathé UK à la fin des années 90.
En 2008, il produit Slumdog Millionaire qui sera le plus gros succès de Pathé UK avec 362M$ de recettes dans le monde pour un budget d'environ 15M$. Ivernel remporte l'Oscar du meilleur film. Il est connu pour être le producteur de Danny Boyle.
En 2008 et 2009, il remporte l'Étoile d'or du meilleur distributeur.
En 2010, il quitte la direction de Pathé UK pour devenir président d'Europalaces qui deviendra Les cinémas Gaumont Pathé, la filiale exploitation du groupe Pathé.
En 2013, il quitte la direction de Les cinémas Gaumont Pathé pour créer sa société de production Montebello Productions. Il produit notamment The White Crow de Ralph Fiennes.
En 2020, il produit la série Ovni(s) en co-production avec Canal +.

## Filmographie sélective
En tant que producteur exécutif : 
- 2001 : L'Anglaise et le duc d'Éric Rohmer
- 2001 : The Hole de Nick Hamm
- 2003 : La jeune fille à la perle de Peter Webber
- 2004 : Coup de foudre à Bollywood de Gurinder Chadha
- 2005 : Pollux : Le manège enchanté de Dave Borthwick et Jean Duval
- 2006 : The Queen de Stephen Frears
- 2007 : Outlaw de Nick Love
- 2008 : Slumdog Millionaire de Danny Boyle
- 2009 : Five Minutes of Heaven d'Oliver Hirschbiegel
- 2010 : 127 Heures de Danny Boyle
- 2010 : Centurion de Neil Marshall
- 2011 : La dame de fer de Phyllida Lloyd
- 2013 : Mandela : Un long chemin vers la liberté de Justin Chadwick
- 2013 : Philomena de Stephen Frears
- 2018 : Noureev de Ralph Fiennes
- 2018 : Farming d'Adewale Akinnuoye-Agbaje
- 2020 : Ovni(s) - Saison 1